# Asgard (groupe)
Pour les articles homonymes, voir Asgard.
 (décembre 2013).
Si vous disposez d'ouvrages ou d'articles de référence ou si vous connaissez des sites web de qualité traitant du thème abordé ici, merci de compléter l'article en donnant les références utiles à sa vérifiabilité et en les liant à la section « Notes et références ».
Asgard est un groupe musical des années 1970, de la mouvance folk rock progressif.

## Historique
Transfuges d'un groupe pop rock régional, Patrick Sheandell (Grandpierron), fort de ses racines normando-irlandaises, et Bernard Darsch souhaitent explorer d'autres influences musicales et décident, en 1974, de se constituer un répertoire issu de la tradition populaire et plus particulièrement des sources celtiques. Durant cette période transitoire leur duo prendra le nom d'Andon Tregern. 
De MJC en FJT et concerts de soutien, les deux musiciens sont fréquemment sollicités dans la région normande et s'adjoignent le renfort d'un troisième musicien, William Lawday. La presse les remarque alors qu'ils assuraient la première partie du chanteur régional engagé Joël Mercier, au Café-Théâtre du Vaugueux à Caen. 
Le directeur leur offre alors la scène en solo. Le groupe s'y produit pendant deux périodes de quinze jours. Un jeune éditeur régional, Georges Bernage (Éditions Heimdal), leur propose de produire leur premier album et met à la disposition des musiciens ses sources et archives sur la tradition populaire de Normandie et la mythologie nordique. Andon Tregern devient alors Asgard et prend le statut professionnel.
Le premier album d'Asgard, L'hirondelle, est enregistré, en mai 1976, au studio des Champs-Élysées, sous la direction artistique et musicale de Guy Printemps et sera signé sous le label Warner. Soutenu par France Inter, l'album trouve très rapidement sa place dans le paysage folk progressif, s'offrant même le luxe d'une 8e place dans les meilleures ventes d'albums, en septembre 1976, parmi Hotel California d'Eagles et Animals de Pink Floyd.[réf. nécessaire]
Le groupe multiplie les concerts et festivals folk et un quatrième musicien, Jacques Jourdan, rejoint le groupe, où déjà quelques guests se produisent épisodiquement (Guy Printemps, Michael Jones).
Pour le second album, Patrick Sheandell souhaite donner une orientation plus progressiste au groupe et placer résolument ses inspirations vers un métissage instrumental plus étoffé et diversifié. Les autres musiciens sont soit plus hésitants, voire radicalement opposés à cette option. Les producteurs et le label soutiennent le choix de Patrick et c'est une équipe totalement nouvelle qui enregistre le second album, Tradition & Renouveau, en 1978, au studio 12000.
L'album est salué par la critique et les nombreux concerts suivant sa sortie permettront à la nouvelle formation de renouer avec son public d'abord quelque peu dérouté par les orientations musicales de ce nouvel album.[réf. nécessaire]
Jusqu'à sa séparation, en 1980, certains musiciens quitteront l'aventure, mais d'autres la rejoindront en y apportant leur influence (Jacques Deville et ses guitares rock, Jacques Zelher et son fiddle, Philippe Hoclet et son violon baroque, Deidre Kavanaugh et sa harpe celtique).
L'album Tradition & Renouveau a été remasterisé en digital et réédité sous le label coréen M2U Records en 2003.

## Musiciens

### Première formation
- Patrick Sheandell (Grandpierron) : chant, guitare acoustique, dulcimer, psaltérion, cromorne, tin whistle, low whistle, percussions écossaises. Il est décédé le 28 septembre 2010.
- Bernard Darsch : guitare acoustique, guitare électrique, banjo, violon.
- William Lawday : guitare acoustique, guitare basse, dulcimer.
- Jacques Jourdan : guitare acoustique, guitare basse, chant.

### Deuxième formation
- Patrick Sheandell (Grandpierron) : chant, dulcimer, psaltérion, cromorne, tin whistle, low whistle.
- Daniel Mantovani : guitare acoustique, guitare électrique.
- Dominique Urruty : guitare basse, steel guitar.
- Dominique Labarre : claviers.
- Umberto Pagnini : batterie.

## Discographie
Single
- 1976 : La dame des landes (WEA)

Albums
- 1976 : L'Hirondelle (WEA)

1. Sur l'I sur l'O (derrière chez nous y a un étang)
2. Automne (Colchiques dans les prés)
3. Au chant de l'alouette
4. La payse
5. La branle village
6. La dame des landes
7. L'hirondelle
8. La fille du coupeur de paille
9. Rossignolet suivi de Ha rol
10. La lurette suivi de goublin
11. Les gars de Senneville
12. La dame des landes

- 1978 : Tradition & Renouveau (WEA)

1. Le braconnier
2. Quand je menais mes chevaux boire
3. J'ai mon ami sous les brandebourgs
4. L'alouette est sur la branche
5. D'où venez vous belle
6. La petite hirondelle
7. Ce soir François Villon
8. Le lac d'argent
9. Le vent
10. Les landes d'Harou

- 2003 : Tradition & Renouveau (M2U 1001 (réédition))